# بلوطه (مادبا)
بلوطه منطقة سكنية تقع في لواء ذيبان، محافظة مادبا في الأردن. تنتمي المنطقة لقضاء العريض الذي يضم 15 منطقة. يقدر عدد سكانها بـ 385 نسمة حسب إحصاء 2015.

## الوصلات الخارجية
- دائرة الاحصاءات العامة